# Humphrey Atkins
Pour les articles homonymes, voir Atkins.
Humphrey Edward Gregory Atkins, baron Colnbrook, (12 août 1922 - 4 octobre 1996) est un homme politique britannique et membre du Parti conservateur. Il fait partie du Cabinet du Premier ministre Margaret Thatcher de 1979 à 1982.

## Biographie
Atkins est né le 12 août 1922, à Chalfont St Peter, Buckinghamshire, fils du capitaine Edward Davis Atkins et de Violet Mary Preston et vit au Kenya jusqu'à l'âge de trois ans. Lui et son épouse Margaret Spencer-Nairn, (1924-2012) ont quatre enfants, trois filles et un fils,,.
Atkins fait ses études au Wellington College, Berkshire, et sert dans la Royal Navy de 1940 à 1948. Il travaille pour Nairn, l'entreprise de Linoleum de la famille de sa femme à Kirkcaldy, en Écosse, puis est devenu directeur d'une agence de publicité financière. Il se présente dans la circonscription de West Lothian en 1951, et est élu en tant que député pour Merton et Morden en 1955. Il devient député de Spelthorne en 1970.
Atkins est whip en chef conservateur de 1973 à 1979 et secrétaire d'État pour l'Irlande du Nord de 1979 à 1981. En septembre 1981, il est nommé Lord du sceau privé, qui est un des principaux porte-parole du gouvernement à la Chambre des communes pour les affaires étrangères et le Commonwealth. Ce poste est nécessaire car le ministre des Affaires étrangères, Peter Carington, siège à la Chambre des lords. Il démissionne en avril 1982, avec Lord Carrington, lors de l'invasion des Malouines. Atkins est nommé commandant de chevalier de l'Ordre de Saint-Michel et Saint-Georges (KCMG) lors des honneurs de dissolution de 1983. Il quitte la Chambre des communes en 1987 et est créé pair à vie le 16 octobre en tant que baron Colnbrook de Waltham St Lawrence dans le comté royal de Berkshire.
Atkins est décédé d'un cancer le 4 octobre 1996 à l'âge de 74 ans à Waltham St Lawrence, Berkshire.